# El regreso del loro pródigo
El retorno del loro pródigo (en ruso Возвращение блудного попугая)  es una serie animada rusa y soviética cmenzada en 1984 por el director Valentin Karaváyev y el guionista Alexander Kurlyandsky.

## Trama
Es una serie animada sobre las aventuras del loro Kesha, un héroe de nuestro tiempo. La acción se concentra en la ciudad y sus alrededores. Kesha vive en el apartamento del colegial Vovka, sin embargo, debido a su carácter arrogante y de mal genio, periódicamente se escapa y se mete en problemas. Finalmente regresa a Vovka con una confesión. El humor de la serie se basa en el comportamiento excéntrico de Kesha, en realidades reconocibles, así como en las múltiples citas utilizadas por el loro.

## Lista
- El regreso del loro pródigo (1984)
- El retorno del loro pródigo (segundo número) (1987)
- El regreso del loro pródigo (tercera edición) (1988)
- La mañana de Parrot Kesha (2002)
- Las nuevas aventuras de Kesha the Parrot (2005)
- Parrot Kesha y la bestia (2006)

## Historia de la creación
El director de arte de los tres primeros números, Anatoly Savchenko, cuenta:
Nuestro director Valentin Karavaev caminaba por la calle y vio una bandada de gorriones sentados en la barandilla. Y en el mismo centro hay un loro, que les dijo algo animadamente. Esto impresionó a Karavaev, comenzó a fantasear: ¿de dónde vino este loro, se perdió o se escapó de casa?. El director compartió sus ideas con el dramaturgo Kurlyandsky, y juntos escribieron el guión. Y luego se me ocurrió la imagen del propio Kesha.
Según él, todo el tono de la serie fue establecido por Valentin Karavaev, quien sin embargo, perdió el interés en los héroes después del primer lanzamiento y se dejó llevar por otros proyectos. Por lo tanto, el segundo episodio fue filmado por Alexander Davydov. Para ella fue galardonado con el Premio Nike que aparentemente lastimó a Karavaev y lo obligó a volver a trabajar en el tercer tema.
La crisis económica de principios de los noventa pospuso durante mucho tiempo el lanzamiento del cuarto número de la caricatura, aunque el guion estaba escrito. Alexander Kurlyandsky negoció con colegas alemanes para crear una serie animada de 13 números en el extranjero, pero el proyecto no se completó.
En la década de  2000, después de la muerte de Karavaev, Kurlyandsky se intentó revivir al personaje principal de la serie. Se está trabajando de nuevo con Alexander Davydov. El resto del equipo creativo está cambiando casi por completo. Todos los dibujos animados nuevos tienen títulos originales. Solo la frase el loro de Kesha sigue siendo clave.
En marzo de 2017, Tatyana Ilyina, presidenta del consejo artístico del estudio Soyuzmultfilm, anunció planes para crear una caricatura de larga duración Kesha in Tahiti en 3D. El guion fue escrito por Alexander Kurlyandsky cuatro años antes. En junio del mismo año, la presidenta de la junta directiva del estudio, Yuliana Slashcheva, confirmó esta información. El rodaje comenzó en 2018, pero en marzo de 2020 se supo que el estudio Soyuzmultfilm se había negado a trabajar en la caricatura debido a desacuerdos con Alexander Kurlyandsky.

## Personajes

### Parrot Kesha
El personaje principal de la caricatura. Expresado por: Gennady Khazanov (primeros tres números), Igor Khristenko (números posteriores).
Egocéntrico, exigente de atención, caprichoso y descarriado. Pasatiempo favorito: ver películas de televisión y transmisiones de temas completamente diferentes, desde series de crímenes hasta programas de conciertos:
- Las frases "La caja de ahorros fue robada por la Sra. Mónica de la escuela culinaria", "Shura, ten cuidado, el criminal está armado", "Y me dice el Mayor Tomin", tal vez una referencia a la serie de televisión "La investigación la realizan expertos ".
- La mención de "Sra. Monica" es una referencia al programa de televisión " Zucchini" 13 Chairs " ";
- La frase "Soy una persona lamentable e insignificante" es una referencia a la réplica del personaje en la novela de I. Ilf y E. Petrov "El becerro de oro " - Panikovsky;
- Además, en sus monólogos, el loro menciona un "colegio culinario" (un ciclo de miniaturas realizado por Gennady Khazanov, narrado en nombre de un "estudiante de un colegio culinario"), cita un feuilleton de Mikhail Zhvanetsky interpretado por Arkady Raikin "Una figura en un museo" ("En una sala griega, en griego hall ... un ratón blanco "), informes deportivos de Nikolai Ozerov , pronóstico del tiempo (" niebla en la región "), menciona los nombres de algunos programas de televisión y radio (" Reloj despertador "," Hora del pueblo "," Hasta 16 años o más ... "," Antes y después de la medianoche "," Buenos días ", etc.). También cita canciones populares cantadas por Demis Roussos ,Vladimir Vysotsky , Alla Pugacheva , Yuri Antonov y otros.

### Vovka
Maestro de Kesha. Expresado por: Margarita Korabelnikova (primer y tercer número), Natalya Chenchik (segundo número), Olga Shorokhova (números posteriores).
Niño en edad escolar. Enseña lecciones constantemente. Paciente hacia un loro caprichoso. Él lo cuida, se preocupa. Intenta de todas las formas posibles mostrarle su amor a Kesha. Está tranquilo con las payasadas de Kesha, las perdona fácilmente y recupera a Kesha cada vez.

### Otros personajes
- Vasily el gato: Es perezoso, imponente, esnob, con ambición. Vive en el ático con ricos propietarios. Expresado por: Eduard Nazarov (primer número), Vyacheslav Nevinny (segundo número), Valentin Karavaev (tercer número), Dmitry Filimonov ( "Kesha el pescador" , "El valor del loro de Kesha" ), Dmitry Novikov ("Secuestro del loro Kesha", "Parrot Kesha y el monstruo "). En la caricatura, su nombre no se menciona, a diferencia del libro.
- Cuervo Clara: Constantemente hurgando en la basura en busca de comida. Expresado por: Zinaida Naryshkina (primer número), Natalya Chenchik (segundo número), Margarita Korabelnikova (tercer número), Klara Rumyanova (La mañana del loro de Kesha ). En la caricatura, su nombre no se menciona, a diferencia del libro.
- Puppy: Aparece por primera vez en el primer número, después del regreso de Kesha.
- Kolya: Es un pequeño gorrión gris, el único que entiende a Kesha en el primer número. En el invierno permanecía en el frío y Kesha lo protegía con un sombrero a rayas. En la caricatura, su nombre no se menciona, a diferencia del libro.
- El nuevo propietario: Es un adolescente de una familia adinerada, un claro representante de la " juventud dorada ", que compró Kesha a petición suya en el segundo número. Expresado por Vyacheslav Innocent .
- Vasily: Es un aldeano que vive en la granja estatal de Svetly Put. Recogí a Kesha en el tercer número. Expresado por German Kachin .
- Yolkin: Es un oficial de policía del distrito que habla en voz baja y lenta similar a la de Yeltsin. Apareció en nuevos números. Expresado por Igor Khristenko.

## Hechos
- Los psicólogos infantiles utilizan la trama de dibujos animados para resolver situaciones de conflicto con adolescentes.[8]
- Parrot Kesha se ha convertido en una marca comercial promovida activamente por los titulares de derechos de autor y piratas. Así, la empresa Akella ha lanzado varios videojuegos educativos basados en la serie;[8] se convirtió en la base para colorear[9] y otros productos relacionados.
- La popularidad de la caricatura llevó a A. Kurlyandsky a escribir un libro, que incluía las historias "¿Has estado en Tahití?", "¡Y aquí también estamos bien alimentados!" ¡y amoroso!"
- En 2004, se publicó un libro de texto con personajes de una caricatura popular. A. Kurlyandsky planeó, junto con la "Escuela Lomonosov", publicar una serie de 22 libros sobre todas las materias básicas desde el 1º al 7º grado.[10]

## Reseñas
Críticos por unanimidad admite que Kesha no es un simple personaje de dibujos animados. Su personaje está detallado y originalmente concebido de tal manera que se gana la simpatía del público. Al mismo tiempo, la caricatura es más querida y apreciada por los adultos que por los niños.
Kurlyandsky es llamado "un hombre de asombrosa imaginación", y la caricatura "El regreso del loro pródigo" es una creación "con un eterno humor e ironía soviéticos", una película que "merece ser revisada más de una docena de veces".
Según Daria Pechorina , el ansia de aventuras del loro no es más que un "pretexto para la liberación de la sociedad controladora y omnisciente". Por lo tanto, Kesha simplemente está tratando de liberarse del cuidado del fiel pero aburrido Vovka.